# وين نج
وين نج (بالإنجليزية: Win Ng)‏ هو نحات أمريكي، ولد في 13 أبريل 1936 في Chinatown, San Francisco ‏ في الولايات المتحدة، وتوفي في 6 سبتمبر 1991 في سان فرانسيسكو في الولايات المتحدة.